# Gare de Francfort-sur-l'Oder
Cet article concerne la gare de la ville de Francfort-sur-l'Oder. Pour la gare de Berlin nommée « gare de Francfort-sur-l'Oder » de 1842 à 1881, voir Gare de l'Est (Berlin). Pour les autres significations, voir Gare de Francfort.
La Gare de Francfort-sur-l'Oder est la plus grande gare ferroviaire de Francfort-sur-l'Oder, et l'une des plus importantes du land de Brandebourg, en Allemagne. Du fait de sa situation frontalière avec la Pologne, elle est desservie par plusieurs trains des deux pays, dont l'EuroCity 95 reliant Berlin à Varsovie.
La première gare de Francfort a été construite le 23 septembre 1842, selon les plans de l'architecte August Leopold Crelle. Le hall de la gare actuelle a été construit en 1923.

## Service des voyageurs

### Desserte
| Ligne | Villes étapes | Entreprise            |
| ----- | --- | --------------------- |
| EC 95 | Berlin – Francfort-sur-l'Oder – Poznań – Varsovie                                                                                           | Deutsche Bahn         |
| EC 95 | Berlin – Francfort-sur-l'Oder – Poznań – Gdańsk – Gdynia                                                                                    | Deutsche Bahn         |
| RE1   | Magdebourg – Brandebourg-sur-la-Havel – Potsdam – Berlin-Charlottenburg – Berlin – Erkner – Fürstenwalde – Francfort-sur-l'Oder (– Cottbus) | Deutsche Bahn         |
| RB11  | Francfort-sur-l'Oder – Eisenhüttenstadt – Guben – Cottbus                                                                                   | Deutsche Bahn         |
| RB36  | Francfort-sur-l'Oder – Beeskow – Königs Wusterhausen – Berlin-Lichtenberg                                                                   | Ostdeutsche Eisenbahn |
| RB60  | Francfort-sur-l'Oder – Wriezen – Eberswalde – Bernau bei Berlin – Berlin-Lichtenberg                                                        | Ostdeutsche Eisenbahn |
| RB91  | Francfort-sur-l'Oder – Rzepin (– Poznań) | Przewozy Regionalne   |